# Oecomys trinitatis
Oecomys trinitatis (Екоміс довгошерстий) — вид гризунів з родини Хом'якові (Cricetidae).

## Морфологія
Середня вага дорослої особини: 73.4 гр.

## Проживання
Країни проживання: Болівія, Бразилія; Колумбія; Коста-Рика; Еквадор; Французька Гвіана; Гаяна; Панама; Перу; Суринам; Тринідад і Тобаго; Венесуела. Цеq деревний вид присутній в тропічних дощових лісах. 

## Поведінка
Його гнізда розташовані близько до землі. Розмір виводку 2—4.

## Загрози та охорона
Здається, немає серйозних загроз для цього виду. Цей вид присутній в кількох охоронних територіях. Цей вид вимагає подальшого таксономічних досліджень.
| Панда | Це незавершена стаття з теріології. Ви можете допомогти проєкту, виправивши або дописавши її. |